# Gérard Maugin
Gérard Maugin est un physicien et mathématicien français né le 2 décembre 1944 à Angers et mort le 22 septembre 2016 
à Villejuif connu pour ses travaux dans le domaine de la mécanique des milieux continus et de la propagation des ondes.

## Biographie[2]
Gérard Maugin obtient un diplôme d'ingénieur de l'école nationale supérieure d'arts et métiers (ENSAM) en 1966, puis de l'Institut supérieur de l'aéronautique et de l'espace (SupAéro) à Paris en 1968. Après un master il obtient un Ph.D. à l'université Princeton en 1971. De retour à Paris il soutient sa thèse d'État en mathématiques à l'université Pierre-et-Marie-Curie en 1975.
De 1966 à 1968 Maugin travaille à la Direction générale de l'Armement (DGA) sur les missiles balistiques. De 1968 à 1971 il travaille l'université Princeton pour le compte de la National Aeronautics and Space Administration (NASA) puis de la Fondation nationale pour la science aux USA (NSF). De retour en France il est officier dans l'Armée de l'air durant la période 1971-1972.
En 1972 il intègre le Centre national de la recherche scientifique (CNRS) où il occupe toutes les positions depuis attaché de recherche jusqu'à directeur de recherche de classe exceptionnelle. En 1985 il devient chef d'unité de recherche en mécanique des milieux continus du Laboratoire de Mécanique Théorique de l'université  Pierre-et-Marie-Curie, aujourd'hui Laboratoire de Modélisation en Mécanique, dont il prendra la tête en 1998. Il est directeur de l'Institut Jean-Le-Rond-d'Alembert de sa fondation qu’il initie en 2007 jusqu'à fin 2008.
En 1996 il est également attaché pour les affaires internationales du CNRS.
Il a été chercheur ou professeur invité à l'Université Princeton (1975-1976, 1978), à l'académie polonaise des sciences (1975),   à l'université de Belgrade (1977), l'université du Bosphore (1980), à l'université de Gênes (1994), à l'institut royal de technologie de Suède (1984), à l'université technique de Berlin (1987), à l'université de Nottingham (1985), à l'université de Pise (1990, 1993, 1996, 2000), à l'université Lomonosov (1991), à l'université de Messine (1992,  1994,1999), à l'université de Calgary (1993), par le groupe de physique mathématique du CNR à Ravello (1994), à l'université du  Minnesota (1995), à l'International Center  of  Mechanical  Sciences  (CISM) à  Udine (1977, 1992, 1993, 2000, 2004), à l'université de Tel-Aviv (1994), à l'université de Rome « La Sapienza » (1997), à l'université de Kyoto (1997-1998), à l'université de technologie de Darmstadt (2001), à l'université de Californie à Berkeley (2004-2005).
Il a été membre de nombreuses sociétés scientifiques et de revues.

## Travaux
Ses travaux concernent le domaine de la mécanique des milieux continus et de la propagation des ondes. Il a apporté des contributions majeures à de nombreux domaines de la mécanique des milieux complexes, parmi lesquels les couplages électro-magnéto-mécaniques, les matériaux à microstructures, la théorie des forces configurationnelles, les phénomènes non linéaires, la biomécanique, l’approche à variables internes, les ondes non linéaires.

## Distinctions
- Fellow NASA (1968-1970).
- Médaille de bronze du CNRS (1977).
- Prix Paul Doistau-Émile Blutet de l'Académie des Sciences (1982).
- Fellow du Collège scientifique de Berlin (1991-1992).
- Membre correspondant de l'académie des Arts et Lettres de l'université de Messine (1993).
- Membre étranger de l'Académie polonaise des sciences (1994).
- Professeur honoris causa de l'Université d'État de Moscou (2000).
- Prix de recherche Max-Planck (2001).
- Professeur honoris causa de l'Université de technologie de Darmstadt (2001).
- Membre étranger de l'Académie estonienne des sciences (2002).
- Médaille Eringen (2003).
- Membre honoraire de la société yougoslave de mécanique (2005).
- Prix Angiola Gili Agostinelli de l'Académie des sciences de Turin (2016)[4].

## Ouvrages
- (en) Gérard A. Maugin, Nonlinear Electromechanical Effects and Applications, World Scientific, 1985, 184 p. (ISBN 978-981-279-720-9)
- (en) Gérard A. Maugin, Continuum Mechanics of Electromagnetic Solids, North Holland, 1988, 598 p. (ISBN 0-444-70399-3, lire en ligne)
- (en) A. C. Eringen et G. A. Maugin, Electrodynamics of Continua. Fundation and Solid Media, Springer Verlag, 1990 (ISBN 978-1-4612-7923-5, lire en ligne)
- (en) A. C. Eringen et G. A. Maugin, Electrodynamics of Continua. Fluids and Complex Media, Springer Verlag, 1990 (ISBN 978-1-4612-7928-0, lire en ligne)
- (en) G. A. Maugin, Nonlinear Electromechanical Couplings, John Wiley & Sons, 1992, 394 p. (ISBN 978-0-471-93575-9)
- (en) Gérard Maugin, Material Inhomogeneities in Elasticity, Chapman & Hall-CRC Press, 1993 (lire en ligne)
- (en) Gérard A. Maugin, The Thermo-Mechanics of Nonlinear Irreversible Behaviors : an Introduction, World Scientific, 1999, 375 p. (ISBN 981-02-3375-2, lire en ligne)
- (en) Gérard A. Maugin, Nonlinear Waves in Elastic Crystals, Oxford/New York, Oxford University Press, 1999, 314 p. (ISBN 0-19-853484-1, lire en ligne)
- (en) Arkadi Berezovski, Jüri Engelbrecht et Gérard A. Maugin, Numerical Simulation of Waves and Fronts in Inhomogeneous Solids, World Scientific, 2008 (lire en ligne)
- (en) Gérard A. Maugin, Configurational Forces : Thermomechanics, Physics, Mathematics, and Numerics, Chapman & Hall, 2011, 536 p. (ISBN 978-0-429-06614-6)
- (en) Gérard A. Maugin, Continuum Mechanics through the Twentieth Century. A Concise Historical Perspective, Springer, 2013, 314 p. (ISBN 978-94-007-6352-4, lire en ligne)